# サボテンの花 (映画)
『サボテンの花』（サボテンのはな、Cactus Flower）は、1969年のアメリカ合衆国のロマンティック・コメディ映画。監督はジーン・サックス。ウォルター・マッソー演じる中年の歯医者とその恋人、看護婦などを巻き込んだドタバタの恋愛コメディ。
フランスの舞台劇『Fleur de cactus』を原作としたエイブ・バロウズによるブロードウェイ舞台劇『Cactus Flower』を映画化した作品である。本作は2011年に『ウソツキは結婚のはじまり』としてリメイクされている。
ゴールディ・ホーンが第42回アカデミー賞で助演女優賞を受賞している。

## ストーリー
中年の歯科医師ジュリアンは、結婚まで進むような深い関係になることを嫌い、妻子持ちであると偽って何人もの女性と気楽に付き合ってきた。だが、ある夜、彼と付き合っていたレコードショップ店員のトニが、自宅デートのドタキャンを食らったことに絶望してガス自殺を図り、隣人の劇作家志望の青年イゴールに助け出される。
これを受けてジュリアンは反省し、漸く身を固める決心をする。トニにプロポーズしたところ、「あなたの奥様に会って、ちゃんと納得して貰うまでは結婚出来ない」と言われてしまう。困ったジュリアンは、助手の看護婦ステファニーに、自分の妻のふりをしてトニと会ってくれるように頼む。ステファニーは不快に思うが、長くクリニックに勤めているよしみで一芝居打ってやることにする。
ステファニーはトニの勤めるレコードショップに行き、トニと話す。ジュリアンとの“離婚”について事も無げに承諾するステファニーに、トニは好感を抱く。
ジュリアンはこれで晴れてトニと結婚出来ると安心するが、トニは妻はまだジュリアンを愛していると思ったことから、ジュリアンは妻にも恋人がいると嘘を重ねる羽目になる。そこで、患者で友人でもあるハーヴェイに、ステファニーの恋人役を頼み、4人でディスコテークに行くが、ステファニーとハーヴェイのちぐはぐなやり取りを見て、トニは疑念を募らせる。業を煮やしたジュリアンは、トニにミンクのストールを贈るが、プレゼント攻勢には引っかかるまいと、トニはジュリアンの名でステファニーにストールを転送する。ステファニーは思いがけない贈り物に感激し、その後、患者で南米の国の外交官のサンチェスからパーティに誘われたことから、ドレスアップして同伴し、パーティ終了後、サンチェスと件のディスコテークに立ち寄る。
ところがディスコテークには、ステファニー、ジュリアン、トニだけでなく、イゴールをはじめとする一連の騒動の関係者全員が来ていた。美しく装ったステファニーと若いイゴールがダンスするのを見て、ジュリアンとトニは何故かそれぞれ嫉妬に駆られ、ジュリアンはステファニーに、トニはイゴールに、いつの間にか好意を持っていることに気づく。
ややこしくなった四角関係を解消するために、翌朝ステファニーはトニのアパートに行き、トニに真実を打ち明け、ジュリアンを許すようとアドバイスして去っていく。その後、入れ替わりにアパートに現れたジュリアンが、またも嘘で繕うとするのを見てトニは幻滅し、イゴールと浮気したと嘘をついた。それを聞いて怒ったジュリアンは、婚約解消を言い残して部屋から出て行く。踏ん切りのついたトニは、イゴールとの恋に新しく踏み出した。
トニと別れ、ステファニーもイゴールに奪われた（と思い込んでいる）ジュリアンは、土曜日の休診の自分のクリニックで偶然再会したステファニーにトニとの顛末を語りつつも、実はステファニーを愛していたからだと打ち明ける。彼女もまた、心の底ではジュリアンを長く想い続けていたと自覚し、2人は漸く結ばれる。クリニックのステファニーの机上の鉢植えには、見事にサボテンの花が咲いていた。

## キャスト
- ジュリアン：ウォルター・マッソー（吹替：中村正）
- ステファニー：イングリッド・バーグマン（吹替：水城蘭子）
- トニ：ゴールディ・ホーン
- イゴール：リック・レンツ（英語版）

※日本語吹替：テレビ版・初回放送1977年7月23日 日本テレビ『土曜映画劇場』